# Birgit Kahle (Journalistin)
Birgit Kahle (* 1960 in Pinneberg) ist eine deutsche Autorin, Journalistin und Kommunikationsberaterin. Sie lebt in Berlin und Bielefeld.

## Leben
Birgit Kahle studierte Anglistik, Psychologie und Sportwissenschaft an der Universität Bielefeld, am Crewe College of Further Education und der Universität Manchester. Sie absolvierte eine Ausbildung als Konzeptionerin in einer Medienagentur und arbeitete parallel als Mitautorin kulinarischer Sachbücher (u. a. Pour Gourmets als Ghost für Peter Ustinov).
Ab 1992 war sie als Journalistin und Autorin sowie 2002–2014 als Pressesprecherin für die belgische Vandemoortele-Gruppe tätig. Themenschwerpunkte ihrer Veröffentlichungen blieben Nahrungsmittel und Kulinaria, Reiseberichte und Themen der bildenden Kunst.
2000 und 2015 veröffentlichte sie mit Tayfun Belgin die Kunstbände Spuren und Versteinerte Lieder zum Werk des anatolischen Malers İbrahim Coşkun. 2000 erschien ihr Roman Fidel C.und die Revolte in meinem Bad in der Edition diá. 2001 veröffentlichte sie Kubanisch Kochen in der Reihe Gerichte und ihre Geschichte der Edition diá im Verlag Die Werkstatt. Als Autorin und Mitherausgeberin publizierte sie überdies zahlreiche Sach- und Kochbücher, unter anderem über den Betreiber des Chateau Duviver, eines Modellprojekts des Schweizer Bio-Wein-Pioniers Delinat.
Birgit Kahle porträtierte in diversen Beiträgen Künstler und Künstlerinnen der Gegenwart, wie zum 100. Geburtstag von Leni Riefenstahl ihr Feature Narziss ist weiblich bei WDR5. Sie hielt zahlreiche Laudationes für bildende Künstler wie Enrique Demetrio, den 2008 verstorbenen Maler Friedrich Rasper, die Bildhauerin Carola Eggeling und den Träger des August-Macke-Preis Fujio Akai.

## Veröffentlichungen
als Autorin:
- Schau nicht hin, schau nur geradeaus. Geschichte einer deutschen Flucht 1945. Dokumentarische Erzählung. Mit einem Vorwort von Ingrid Meyer-Legrand. Edition diá, Berlin 2020. ISBN 978-3-86034-442-2
- als Mitautorin: Kulinarische Katastrophen weltberühmter Köche. hrsg. von Kimberly Witherspoon. Bloomsbury, Berlin 2006, ISBN 978-3-8270-0659-2.
- mit Heinz Winkler: Die Klassiker der Cuisine Vitale. Neuer Umschau Buchverlag, 2005, ISBN 3-86528-228-8.
- mit Heinz Winkler: Heilpflanzen für Genießer. Highlights der natürlichen Gourmetküche. MVS Medizinverlage, Stuttgart 2004, ISBN 3-8304-2109-5.
- als Mitautorin: Deutschland schreibt Geschmack. Anthologie. CMA, Bonn 2004.
- Narziss ist weiblich. Zum 100. Geburtstag der Leni Riefenstahl. Hörfunk-Feature WDR Radio 5. 2002.
- Natürliche Hilfe bei Gelenkbeschwerden. Kamphausen Media / Lebensbaum Verlag, 2002, ISBN 3-928430-29-7.
- Kubanisch Kochen. Gerichte und ihre Geschichte. Verlag Die Werkstatt/Edition diá, 2001, ISBN 3-89533-311-5.
- Fidel C. und die Revolte in meinem Bad. Ein Klempnerkrimi. Edition diá, Berlin 2000, ISBN 3-86034-152-9.
- mit Tayfun Belgin: Spuren. Kunstkatalog zum Werk von İbrahim Coşkun. Kerber Verlag, 2000, ISBN 3-933040-44-2.
- als Mitautorin: Rezepte der Welt. 100 Beste – Vegetarisch. Teubner Edition und Time Life, 1997, ISBN 3-7742-2831-0.
- als Mitautorin: Rezepte der Welt. 100 Beste – Fleisch. Teubner Edition und Time Life, 1997, ISBN 3-7742-3598-8.
- als Mitautorin: … /innen-Ansichten. 25 Jahre Universität Bielefeld. Ein Frauenlesebuch zum Jubiläum 1994. hrsg. von Anke Budde, Birgit Ebel, Birgit Kamphausen, Christa Kuhnt und Monika Lenniger. Verlag für Regionalgeschichte, Bielefeld 1994, ISBN 3-89534-092-8.
- mit Hans-G. Kübel: Salm, Lax, Lachs. Hädecke Verlag, 1992, ISBN 3-7750-0230-8.
- als Mitautorin und Ghost von Peter Ustinov, Francois Gillet, Jochen Gehler: Pour Gourmets. Ceres Verlag, ISBN 978-3-7670-0431-3.
- als Mitautorin: Meisterschaft der guten Küche. Ceres Verlag, 1990, ISBN 3-7670-0401-1.
- als Mitautorin: Zweierlei Welten. Tagungsband Universität Bielefeld. Campus Verlag, 1989, ISBN 3-593-34786-5.

als Herausgeberin:
- mit Tayfun Belgin: Versteinerte Lieder. Kunstkatalog zum Werk von İbrahim Coşkun. 2015, ISBN 978-3-00-049962-3.
- auch als Autorin, mit Uwe Fahs: Das Schönste zuerst. 2012, ISBN 978-3-00-037859-1.
- auch als Autorin, mit Uwe Fahs: Chateau Duvivier. 14 Menues für Schloßherren. 1999, ISBN 3-00-004063-3.